# Huarpes Puntanos
Huarpes Puntanos (Warpes Puntanos), jedna od tri velike etničke grupe porodice Huarpean nastanjeno u doba ekspanzije Inka (15 stoljeće) i španjolske konkviste u argentinskoj provinciji San Luis. Huarpe Puntano u XV stoljeću dolaze pod utjecaj Inka, osvajanjem Inke Tupac Yupanquija oko 1470. Huarpe populacija nestat će potpuno do u 18. stoljeće. Jezik huarpe puntano bio je srodan s jezicima allentiyac i millcayay (millkayak).

## Vanjske poveznice
- Parque Nacional Sierra de las Quijadas: Los huarpes puntanos  Arhivirana inačica izvorne stranice od 16. veljače 2007. (Wayback Machine)